# Gamera contre Zigra
Pour plus de détails, voir Fiche technique et Distribution.
Gamera contre Zigra (ガメラ対深海怪獣ジグラ, Gamera tai shinkai kaijū Jigura) est un film japonais réalisé par Noriaki Yuasa, sorti en 1971.

## Synopsis
Kenichi Wallace et ses amis se sont fait enlever sur un vaisseau extraterrestre. Une femme se présentant à eux comme membre du peuple Zigra...

## Fiche technique
- Titre : Gamera contre Zigra
- Titre original : Gamera tai shinkai kaijū Jigura
- Réalisation : Noriaki Yuasa
- Scénario : Nisan Takahashi
- Production : Hidemasa Nagata
- Musique : Shunsuke Kikuchi et  Kenjiro Hirose (pour la chanson de Gamera)
- Pays d'origine : Japon
- Langue : japonais
- Genre : kaijū eiga
- Durée : 88 minutes
- Date de sortie : 1971
  -  Japon : 17 juillet 1971